# Pedostibes maculatus
Pedostibes maculatus là một loài cóc thuộc họ Bufonidae.
Đây là loài đặc hữu của Malaysia.
Môi trường sống tự nhiên của chúng là rừng ẩm vùng đất thấp nhiệt đới hoặc cận nhiệt đới, vùng núi ẩm nhiệt đới hoặc cận nhiệt đới, và sông ngòi.